# Pseudanthias bicolor
Pseudanthias bicolor is een straalvinnige vis behorend tot het geslacht Pseudanthias. De vis komt voor in de Grote en Indische Oceaan en kan een lengte bereiken van 13 cm.